# Гоппертия шафранная
Гоппертия шафранная (лат. Goeppertia crocata) — вид цветкового растения семейства Марантовые (Marantaceae), произрастающего в штатах Баия и Эспириту-Санту на востоке Бразилии. Вид долгое время относился к роду Калатея (Calathea), поэтому часто встречается под наименованием Калатея шафранная (лат. Calathea crocata), которое в настоящее время считается базонимом. Выращивается как декоративное растение благодаря красивому цветению в горшечной или оранжерейной культуре, хотя растение требует условий, которые трудно воссоздать в условиях квартиры. Вид получил награду Королевского садоводческого общества «За заслуги перед садом» как декоративное растение для теплиц.
Имеет обиходные названия в англоязычной среде Enternal Flame с англ. — «Вечный огонь».

## Ботаническое описание

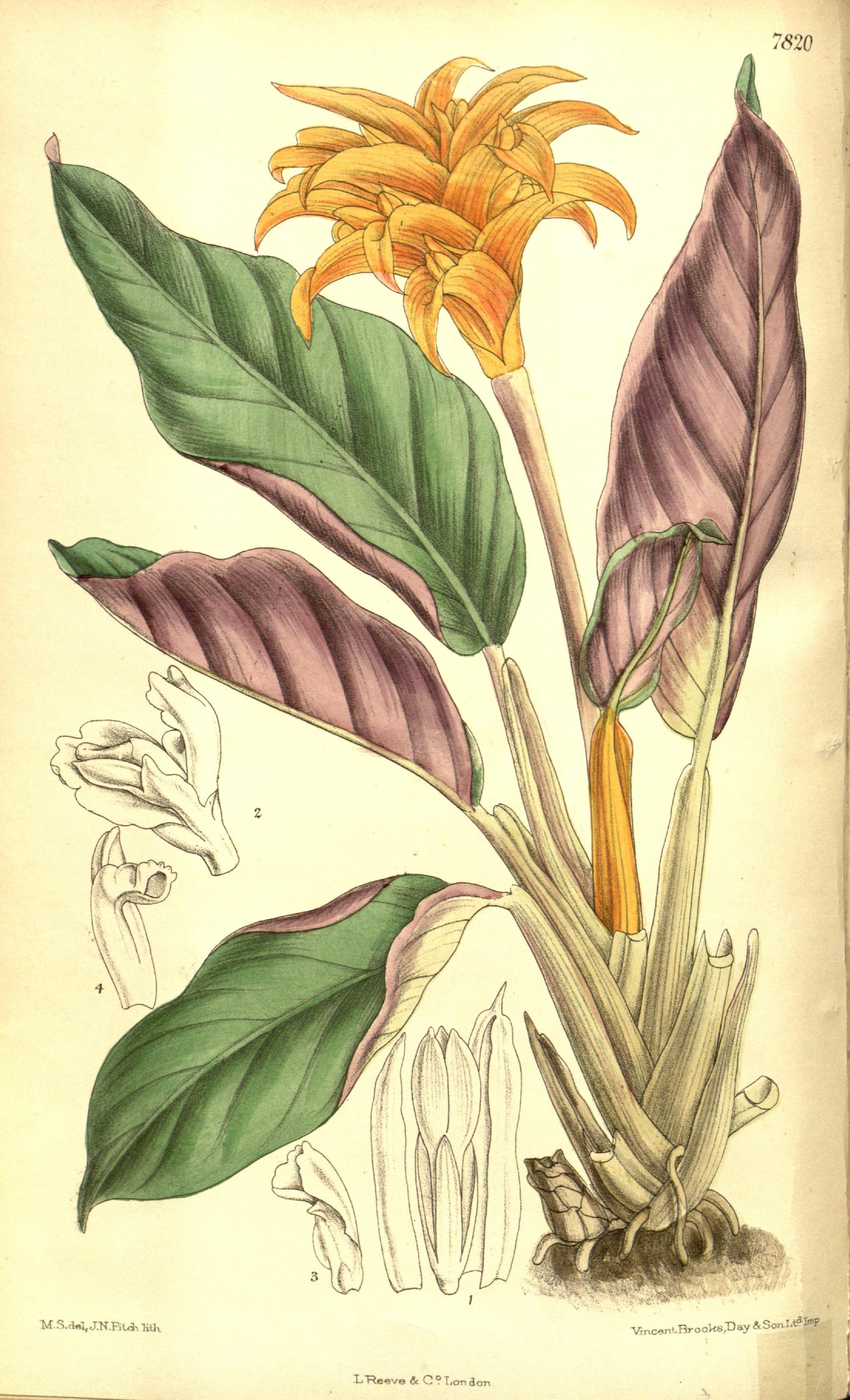
Ботаническая иллюстрация

Корневищное многолетние травянистое растение, образующее компактный кустик высотой до 40–45 см.
Стебель укороченный, листья и соцветия возникают непосредственно из подземного корневища.
Листья растут из корневищного, часто укореняющегося стебля, стоящего пучком на покрытых влагалищами черешках длиной 5–8 см.
Листья простые, гладкие, крупные, слегка волнистые по краям. Листовые пластины крупные, в длину достигают 30 см, сочные, овальной формы или от эллиптических до яйцевидных. Нижняя сторона листьев фиолетовая или пурпурно-бордовая, винного отенка, верхняя поверхность — тёмно-зеленая, морщинисто-ребристая с зелеными отметинами вдоль основных боковых жилок.
Настоящие цветки обоеполые, мелкие и невзрачные, красноватых или розовых цветов собраны в колосовидные соцветия, которые спрятаны в крупных прицветниках ярко-оранжевых или шафранных оттенков, принимаемых за цветок. Цветки имеют специфический запах, который многие считают неприятным и отталкивающим. Соцветие представляет собой колос на цветоносе от 20 до 30 см.
Плод — коробочка, обычно содержащая три семени.
Число хромосом 26.

### Экология
Вид очень чувствителен к наличию солей (гликофит). Непереносимость соли часто проявляющимся в виде краевого ожога.
Зоны зимостойкости 10B–13B.
Цветение зависит от длины дня и температуры. При продолжительности светового дня более 11,5 часов количество колосьев на растении быстро уменьшалось. В условиях непрерывного освещения растения не цвели. Опыты в вегетационных камерах при различных постоянных температурах показали, что оптимальное цветение происходило при 18–20 °C, причём как более низкие, так и более высокие температуры тормозили формирование цветков.

## Таксономия
В 2012 году вышла работа международной группы учёных «Молекулярная филогенетика и пересмотр общих пределов рода Калатея», в которой было подтверждено, что этот ботанический род Калатея (Calathea) является полифилетическим (то есть ошибочно включает виды, не имеющие непосредственного общего предка) и на основании анализа трёх пластидных и одного ядерного маркеров из исходных 285 видов калатей 107 были оставлены без изменений классификации, остальные же отнесены к роду Гоппертия (Goeppertia), в том числе и Goeppertia crocata. Поскольку эта новая номенклатура ещё не всегда используется в коммерческой торговле, растение часто фигурирует под старым наименованием калатея шафранная (лат. Calathea crocata).

### Этимология
Название рода дано в честь немецкого ботаника и палеонтолога Генриха Гёпперта (1800—1884). В русскоязычных источниках встречается название «гоппертия», хотя более правильным является вариант, передающий оригинальное звучание фамилии — «гёппертия».
Видовой эпитет лат. crocata означает «цвета шафрана», жёлто-оранжевый.

## Применение
Используются как ландшафтное декоративное растение в тропическом и субтропическом климате или как комнатные горшечные растения в умеренных зонах. При этом гоппертия шафранная — чуть ли не единственный, то определённо самый популярный, представитель семейства Марантовые (Marantaceae), которую ввели в культуру благодаря декоративному цветению, а остальные виды разводятся благодаря декоративной листве.
Вид был завезен из Бразилии в Европу в 1874 году ботаником Ламбертом Джейкоб-Макоем из Льежа, Бельгия.

## Уход
В условиях квартиры считается капризным растением, так как требует высокой влажности воздуха, в противном случае может сбрасывать листья. Goeppertia crocata происходит из влажных лесов Бразилии, где воздух почти всегда близок к насыщению. Сухость жилого помещения в конечном итоге станет губительной для растения. Может содержаться в условиях мини-теплички, террариума или в оранжереях.
Требует рассеянного освещения, без попадания прямых солнечных лучей. Температура зимой не ниже +16 °C.
Индукцию цветения можно запрограммировать, применяя короткие световые дни при умеренных температурах. Короткодневная обработка в течение 10 часов в течение 9 недель при 18 °C приводит к цветению через 14–16 недель после начала индукционной обработки. После индуцирования цветов продолжительность дня становится неважной.

### Сорта
Существует сорт 'Tassmania' — более прямостоячие побеги, с более тёмными листьями и более высокими цветоносами и сорт 'Candela' — также листья прямостоячие, компактные, но с более короткими
цветоносами.